# Ofisa Tonu'u
Pas d'image ? Cliquez ici

a Compétitions nationales et continentales officielles uniquement.

b Matchs officiels uniquement.
Dernière mise à jour le 3 janvier 2018.
 Ofisa Francis Junior Tonu'u, né le 3 février 1970 à Wellington (Nouvelle-Zélande), est un joueur de rugby à XV international samoan puis international néo-zélandais. Il évolue au poste de demi de mêlée (1,78 m pour 94 kg).

## Carrière

### Clubs et Provinces
- Provinces : 
  - 1991-1992 : Wellington
  - 1993-1999 : Auckland
  - 2005 : Auckland

- Franchises et clubs :
  - 1996-1998 : Auckland Blues
  - 1999 : Wellington Hurricanes
  - 2000-2001 : London Irish
  - 2001-2003 :Newport RFC

Après avoir quitté les Blues, il a effectué plusieurs saisons en Europe avec les London Irish (2000-2001) puis avec l'équipe de Newport (2001-2003).
Il a effectué 12 matchs lors d'épreuves européennes.

### En équipe nationale
Ses parents étant samoans, il a pu jouer avec l'équipe des Samoa en entre 1992 et 1993, en disputant notamment un match contre les All-Blacks.
En 1994, il choisit de jouer pour la Nouvelle-Zélande, ceci étant possible avec les règlements de l’époque.
Il a disputé son premier test match le 14 juin 1997 contre l'équipe des Fidji et le dernier contre l'équipe d'Afrique du Sud, le 25 juillet 1998.

## Statistiques

### En équipe nationale
De 1997 à 1998, Ofisa Tonu'u compte 5 sélections avec les All-Blacks. Avec les Kiwis, il participe à deux éditions du Tri-nations en 1997 et 1998.

## Palmarès

### Club et province
- Vainqueur du Super 12 en 1997 avec les Blues
- Champion de la National Provincial Championship de 1993 à 1996 et en 1999 avec Auckland
- 73 matchs avec Auckland
- 32 matchs de Super 12 avec les Blues, et 9 avec les Hurricanes.

### En équipe nationale
- Vainqueur du Tri-nations en 1997 avec la Nouvelle-Zélande.